# Regiuni autonome ale Portugaliei
Cele două Regiuni autonome ale Portugaliei (Portugheză: Regiões Autónomas de Portugal) sunt Azore (Região Autónoma dos Açores) și Madeira (Região Autónoma da Madeira). Împreună cu Portugalia continentală (Portugal Continental), acestea formează Republica Portugheză.